# Platymetopius koreanus
Platymetopius koreanus är en insektsart som beskrevs av Matsumura 1915. Platymetopius koreanus ingår i släktet Platymetopius och familjen dvärgstritar. Inga underarter finns listade i Catalogue of Life.